# 噯氣
噯氣（burping，belching）又稱噫氣（eructation），俗稱嗝氣、饱嗝、打飽嗝，是氣體經由上消化道（經由食道和胃）往上並從口腔排出。通常伴隨著特有的聲音，偶爾帶有氣味。
中文語詞使用上，「噯氣」經常與「打嗝」混淆，後者乃是因橫膈膜痙攣收縮而引起的。儘管多數人能夠分辨此兩者的不同，但多有以「打嗝」一詞形容述說這兩種狀況的習慣，可能源自將「打飽嗝」一詞簡化而造成的誤用。

## 生理機制
噯氣成因是消化系統中的胃或腸有氣體，從嘴巴排出所造成，成因多樣化。
- 飲食過程中吞氣所致。此時排出的氣體主要是氮氣與氧氣的混合。飲用啤酒、軟性飲料、能量飲料和酒類等碳酸飲料也會造成噯氣，但這種情況下所排出的氣體則主要來自於飲料本身的二氧化碳，通常短時間內氣體排空就會停止。
- 腸內菌叢改變，造成較易產氣的細菌環境。
- 常見的糖尿病用藥滅糖敏（Metformin）[7]和降爾糖（Byetta）[8]也會引起噯氣，尤其在服用高劑量時，但此症狀通常在幾星期內會消退。
- 胃食道逆流的微症狀狀態。由於下食道括約肌無力，造成正常應該進入腸中的氣體卻從食道上升，進一步惡化則演變成氣體伴隨胃酸及胃內容物都上嗝，也就是胃食道逆流。下食道括約肌無力最終可能必須由胃底包覆手術才能根治。
- 當噯氣伴隨其他症狀，如消化不良，噁心，胃灼熱等狀況時，可能是潰瘍或食管裂孔疝的徵兆，應由醫生深入診斷。[9]
- 其他會引起噯氣的因素包含：食物過敏，膽囊問題，幽門螺旋桿菌及胃炎。

在外太空中的微重力情況下，噯氣通常與食物逆游有關。胃部上方（胃食道接合處）的瓣膜並無法完全緊閉密合，而在無重力的環境下，胃內食物容易漂浮至此接合處，因此胃內容物很輕易地就會伴隨氣體一併排出胃部。
無法噯氣的症狀並不常見，因噯氣反射功能異常而造成的胸部疼痛也相當罕見。

## 嬰兒
餵食的時候，嬰兒很容易在胃裡囤積氣體，如果不讓氣體藉由噯氣排出，會造成相當的不適與不安。 協助嬰兒噯氣的方法是讓嬰兒處在有利於氣體排出的姿態（例如將嬰兒抱至成人肩膀處，讓嬰兒的胃能夠靠著成人的胸膛），並輕拍嬰兒的下背，使其噯氣。 由於噯氣會引起嬰兒嘔吐，因此可以在成人肩上使用拍嗝布(burp cloth)或拍嗝墊(burp pad)，以防吐奶弄髒成人衣物。

## 文化接受度
有些文化——特別是中華和印度文化——認為噯氣在某些情況下是可以接受的。 在日本，用餐時噯氣被認為是非常不禮貌的。 西方文化中，例如北美及歐洲文化，噯氣也被認為是社交中較不恰當的行為。
在中東國家，大聲噯氣是不被接受的，應盡量將噯氣聲壓低，或至少嘗試這麼做。
目前金氏世界紀錄中，最大聲的噯氣聲響為109.9分貝，由Paul Hunn於2009年8月23日創下。 (比站在水泥破碎機旁1公尺聽到的聲音還大聲)。

## 嗝話
藉由刻意吞嚥空氣並將其排出，自發性地引起噯氣是可行的，而在過程中控制聲道則可以邊噯氣邊說話。
儘管邊噯氣邊說話經常是娛樂消遣或較勁的行為，它也可以作為喉切除手術後，言語產生（vocalization or speech production）的一種替代方式， 以食道發聲取代喉發聲（laryngeal phonation）。這被稱作為食道語（esophageal speech）。

## 其他動物
許多哺乳動物——諸如牛、狗、綿羊等——都會噯氣。在反芻動物的情況下，噯氣所排出的氣體是甲烷——動物消化作用的副產物。 這些甲烷僅由一小群的甲烷古菌所生成；大腸桿菌和其他細菌缺乏生成甲烷的酶(酵素)和輔因子。牛隻平均每日經由噯氣和呼氣所散發出的甲烷（95%經由噯氣）約可達542公升(如果在牛棚內)和600公升(如果在田野裡)，這使得商業畜養牛隻成為溫室效應主要因素。 位於澳洲珀斯的聯邦科學與工業研究組織的科學家們因而開始研發抗甲烷菌的疫苗以減少牛隻嗝出的甲烷。
然而鳥類並不會噯氣。
牛隻之所以會如此頻繁噯氣的原因之一，是因為牠們經常被餵予無法完全消化的食物─玉米和大豆。有些農夫藉由餵食牛隻紫花苜蓿和亞麻─這些植物相當類似牛隻在被馴化前在野外所食的草類。
有些動物若無法順利噯氣是會致命的，這在某一類被馴化的動物─能夠大量吞食三葉草和紫花苜蓿的反芻動物中很常見。這種氣體在胃裡高壓累積的症狀稱為脹氣，需要立即治療排放氣體。通常會使用軟管引入食道，極度嚴重時會使用套管針(trocar)來排氣。
有些魚類會利用鰓來排氣，將鰾的氣體排出體外。